# Miłowoj
Miłowoj (Milivoj/e) – słowiańskie imię męskie złożone z członu Miło ("miły", "miłujący") oraz woj "wojna, wojować". Używane głównie w krajach bałkańskich.
imiona staropolskie z pierwszym członem Miło-: Miłobąd, Miłobor, Miłobrat, Miłochat, Miłodrog, Miłodziad, Miłogost, Miłosław, Miłorad, Miłostryj, Miłowit, Miłowuj.
Znane osoby noszące to Miłowoj:
- Milivoj Ašner – chorwacki dowódca
- Milivoj Bebić – chorwacki piłkarz wodny
- Milivoj Slaviček – chorwacki poeta
- Milivoje Ćirković – serbski piłkarz
- Milivoje Novakovič – słoweński piłkarz
- Milivoje Vitakić – serbski piłkarz
- Milivoje Živanović – serbski aktor